# Beris gansuensis
Beris gansuensis är en tvåvingeart som beskrevs av Yang 1991. Beris gansuensis ingår i släktet Beris och familjen vapenflugor. Inga underarter finns listade i Catalogue of Life.